# Cyathea minor
Cyathea minor är en ormbunkeart som beskrevs av D. Eat. Cyathea minor ingår i släktet Cyathea och familjen Cyatheaceae. Inga underarter finns listade.